# Ocnogyna morisca
Ocnogyna morisca är en fjärilsart som beskrevs av Charles Oberthür 1910. Ocnogyna morisca ingår i släktet Ocnogyna och familjen björnspinnare. Inga underarter finns listade i Catalogue of Life.